# Austronemoura
Austronemoura is een geslacht van steenvliegen uit de familie Notonemouridae. De wetenschappelijke naam van het geslacht is voor het eerst geldig gepubliceerd in 1960 door Aubert.

## Soorten
Austronemoura omvat de volgende soorten:
- Austronemoura araucoana Aubert, 1960
- Austronemoura auberti McLellan & Zwick, 1996
- Austronemoura caramavidensis Aubert, 1960
- Austronemoura chilena Aubert, 1960
- Austronemoura decipiens McLellan & Zwick, 1996
- Austronemoura encoensis Aubert, 1960
- Austronemoura eudoxiae (Froehlich, 1960)
- Austronemoura flintorum McLellan & Zwick, 1996
- Austronemoura quadrangularis Aubert, 1960